# آرتور اتکین
آرتور اتکین (انگلیسی: Arthur Atkin; ۱۴ مهٔ ۱۸۹۳ – ۲۳ ژوئیهٔ ۱۹۵۲) بازیکن فوتبال اهل بریتانیا بود.
از باشگاه‌هایی که در آن بازی کرده‌است می‌توان به باشگاه فوتبال لینکولن سیتی و باشگاه فوتبال بوستون تاون اشاره کرد.